# Opferfund von Knud
Der Opferfund von Knud (dänisch Offerfund fra Knud  bzw. Hejselager) in Hejselager bei Haderslev in der Region Syddanmark in Jütland ist mit 99 Exemplaren der größte neolithische Hortfund Dänemarks (datiert auf 2800 v. Chr.).
Die aus dicknackigen, dünnblattigen und spitznackigen Beilen, Beilrohlingen und Meißeln bestehenden Gegenstände wurden 1876 und 1877 in zwei Gruppen in einer moorigen Wiese gefunden. Die der größeren Gruppe lagen in einem Loch, teilweise mit Sand abgedeckt, in Schichten übereinander, die meisten Beile mit den Schneiden nach außen. Die der kleineren Gruppe lagen etwas entfernt. 